# Das Meer am Morgen
Das Meer am Morgen (Originaltitel: La Mer à l’aube) ist ein französisch-deutscher Fernsehfilm von Volker Schlöndorff aus dem Jahr 2011. Er basiert auf den historischen Ereignissen rund um eine Geiselerschießung während der deutschen Besatzung in Frankreich. Im Jahr 1941 wurde in Nantes als Widerstandsakt der deutsche Offizier Karl Hotz erschossen und kurz danach zur Vergeltung die Exekution von 150 gefangenen Franzosen durch die Wehrmacht angeordnet. Das Massaker von Chateaubriant führte auch zu einem Aufruf De Gaulles zu einem symbolischen auf fünf Minuten befristeten Generalstreik und ist Ausgangspunkt einer umfassenden Gedenkkultur an den damaligen Widerstand im Frankreich von heute.

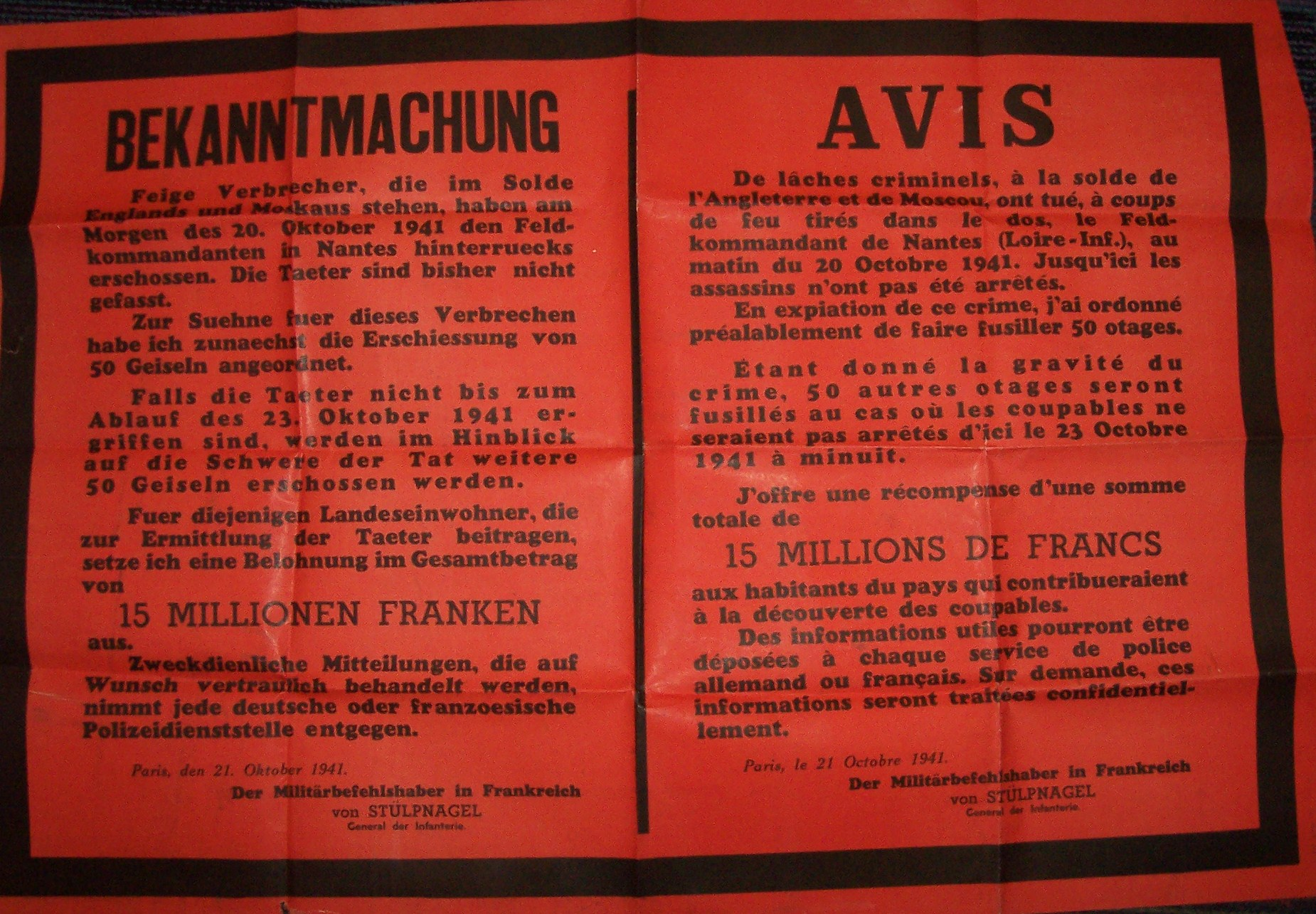
Fahndungsaufruf/Avis Stülpnagels in Paris, 21. Okt. 1941

Schlöndorff fragt nach Gehorsam und Schuld, indem er drei Deutsche und ihre Sichtweise, die eines an der Exekution beteiligten jungen Soldaten, des Offiziers und Schriftstellers Ernst Jünger und die des Oberkommandierenden, Otto von Stülpnagel, darstellt und den Sichtweisen der Opfer und der anderen Franzosen gegenüberstellt. Der Film soll keine Dokumentation sein. Er ist eine Dramatisierung des damaligen Geschehens auf einer mehr psychologischen als einer historisierenden Ebene.
Den Hintergrund bildet die in Frankreich meist nicht direkt angesprochene Auseinandersetzung mit der Rolle der kommunistischen Partei (PCF) im französischen Widerstand und des Pétain-Regimes (in der Person des Unterpräfekten). Der Film bietet weitere Facetten zum Denkmal, das der Abschiedsbrief von Guy Môquet darstellt – sowohl in Gedichten als in den französischen Schulbüchern.
Die als „Geiseln“ erklärten wirklich getöteten Gefangenen waren im Camp de Choisel C in Chateaubriant formell unter Aufsicht französischer Polizei gefangen. In dem Lager wurden nach einer kurzen Phase als deutschem Kriegsgefangenenlager im Jahr 1940 ab 1941 vom Vichy-Regime unterschiedliche Gefangengruppen interniert.

## Handlung
Der örtliche Wehrmachtskommandeur in Nantes wird von drei Jugendlichen, die dem kommunistischen Teil der Résistance (Widerstand in Frankreich) angehören, auf offener Straße erschossen. Die drei Attentäter entkommen unerkannt. Hitler ordnet umgehend als Vergeltung die Exekution von 150 französisch/kommunistischen Geiseln an. In der deutschen Kommandantur in Paris versucht General Stülpnagel mit „Berlin“ die Zahl der Geiseln zu verhandeln. Im Auftrag des Militärbefehlshabers verfasst Jünger ein internes Protokoll über die „Geiselerschießung“ (das Papier wird nach 2000 veröffentlicht). Die Geisel-Liste wird von Monsieur Lecornu überarbeitet. Dabei fällt ihm auf, dass darauf auch Jugendliche stehen. Er erreicht eine Erlaubnis vom Kommandant Kristucat, die Liste abzuändern. Jedoch kommt es zu Komplikationen bei der Hinrichtung in Paris und daraufhin muss die Liste wieder in ihren Ursprungszustand zurückversetzt werden.
Im Film erfährt man auch die Geschichte vom fiktiven Soldaten Otto, der in Frankreich im Militäreinsatz ist. Er wird bei der Hinrichtung der 27 Verurteilten instabil, weil er den Hinrichtungsvorgang nicht erträgt.
Im Strafgefangenenlager in Choisel erfährt man die Geschichte von Guy Môquet, der dort lebt. Man erfährt, dass er eine Freundin hat, Odette Nilés. Außerdem ist er mit dem Studenten Claude Lalet befreundet. Dieser soll am Tag der Hinrichtung freigelassen werden, kommt aber durch einen Irrtum mit auf die Liste der zu Exekutierenden. Am 22. Oktober 1941 werden Claude, Guy und 25 weitere Franzosen hingerichtet.
Der Abschiedsbrief eines der beiden jüngsten Opfer, Guy Môquet, wird später bekannt. Allen im Film Beteiligten auf deutscher Seite gelingt es, dieses Massaker letztlich als reinen Verwaltungsakt darzustellen. Der Film thematisiert nicht die Frage der Rechtmäßigkeit und Angemessenheit der Geiselerschießung aus heutiger Sicht.

## Kritik
Das Meer am Morgen wurde überwiegend positiv aufgenommen. Jörg Schöning resümiert in Der Spiegel: „An den jüngerschen Menschheitsfragen nicht sonderlich interessiert, konzentriert sich Schlöndorffs Film dankenswerterweise aufs Konkrete. Das Meer am Morgen ist der Glücksfall eines Dokumentarspiels: Die Personen, ihre Handlungen und Worte, sind historisch belegt, die Konsequenzen ihres Handelns hochdramatisch – und noch heute Auslöser für beträchtliche Emotionen.“ Weiterhin sei Das Meer am Morgen ein „ebenso spannender wie menschlich berührender Film“.
Filmgazette-Redakteur Wolfgang Nierlins urteilt: „Schlöndorffs Film zeigt den schicksalhaften, von menschlicher Willkür und blindem Zufall unerbittlich zugespitzten Ablauf der Ereignisse als tragisches Geschehen.“ Er versteht Das Meer am Morgen als „ein differenziertes Plädoyer für Humanität“ und vergibt 8 von 10 möglichen Sternen.

## Auszeichnungen
FIPA d’or 2012
- Beste männliche Hauptrolle: Léo Paul Salmain

Fernsehfilmpreis der Deutschen Akademie der Darstellenden Künste 2012

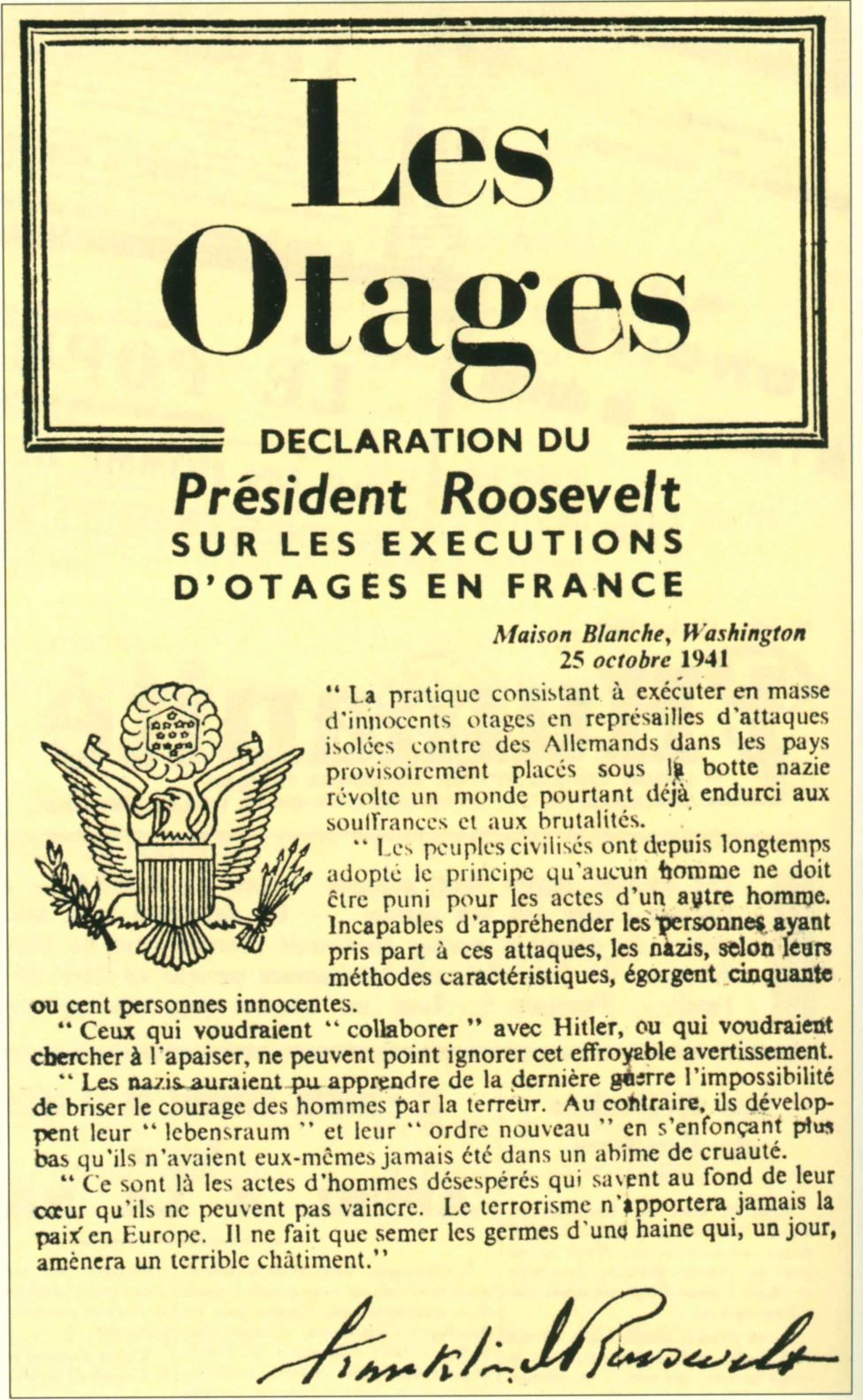
Erklärung von US-Präsident Roosevelt, sein Land galt zu diesem Zeitpunkt als neutral

- Hauptpreis
- Preis der Studentenjury

Grimme-Preis 2013
- nominiert in der Kategorie:
  - Fiktion/Spezial[4]